# ボルゴマーロ
ボルゴマーロ(伊: Borgomaro)は、イタリア共和国リグーリア州インペリア県にある、人口約800人の基礎自治体（コムーネ）。

## 地理

### 位置・広がり

#### 隣接コムーネ
隣接するコムーネは以下の通り。
- アウリーゴ
- カラヴォーニカ
- キウザーニコ
- ルチナスコ
- モンタルト・カルパージオ (カルパージオ)
- ピエーヴェ・ディ・テーコ
- プレラ
- レッツォ
- ヴァージア

### 地震分類
イタリアの地震リスク階級 (it) では、3 に分類される
。

## 行政

### 分離集落
ボルゴマーロには以下の分離集落（フラツィオーネ）がある。
- Candeasco, Conio, Maro Castello, San Bernardo di Conio, San Lazzaro Reale, Ville San Pietro, Ville San Sebastiano